# Edgar Gutiérrez Castro
Edgar Gutiérrez Castro (Medellín, 7 de mayo de 1933) es un economista, educador, académico y político colombiano, miembro del Partido Liberal Colombiano.
Gutiérrez ocupó la primera dirección del Departamento Nacional de Planeación de Colombia a finales de los años 60, y el ministerio de Hacienda de Colombia entre 1982 y 1984, durante la administración del presidente Belisario Betancur.
En el ministerio encaró, entre otros, la crisis financiera y bancaria de 1983, y el conflicto entre el Grupo Grancolombiano y el periódico El Espectador, sensacional caso que puso en jaque la economía colombiana en la época.  También fue una autoridad en materia económica en Colombia.

## Obras
- Convención bancaria y de instituciones financieras (1969)